# Fritiof Hellichius
Oscar Fritiof Hellichius, född 3 augusti 2003 i Sövestad, är en svensk fotbollsspelare (mittfältare) som spelar för FK Jerv. 

## Karriär
Hellichius gjorde allsvensk debut för IFK Norrköping i matchen mot Kalmar FF den 17 september 2022. I oktober 2022 skrev han på ett treårskontrakt med klubben.
I mars 2024 lånades Hellichius ut till Superettan-klubben Skövde AIK på ett säsongslån.